# بثلی
بثلی (به انگلیسی: Bathley) یک روستا و محله مدنی در بریتانیا است که در نیوارک و شروود واقع شده‌است. بثلی ۲۴۶ نفر جمعیت دارد.